# Estadio Jesús Cangá Caicedo
El Estadio Jesús Cangá Caicedo es un estadio multiusos. Está ubicado en la ciudad de San Lorenzo, provincia de Esmeraldas. Fue inaugurado el 31 de diciembre de 2006. Es usado para la práctica del fútbol, tiene capacidad para 5000 espectadores. 

## Historia
El estadio ha desempeñado un importante papel en el fútbol local, ya que los clubes de San Lorenzo como el Club Deportivo Alianza del Pailón hacen de local en este escenario deportivo, que participan en la Segunda Categoría de Ecuador.
El estadio es sede de distintos eventos deportivos a nivel local, ya que también es usado para los campeonatos escolares de fútbol que se desarrollan en la ciudad en las distintas categorías, también puede ser usado para eventos culturales, artísticos, musicales de la localidad.
El estadio tiene instalaciones modernas con camerinos para árbitros, equipos local y visitante, zona de calentamiento, cabinas de prensa, y muchas más comodidades para los aficionados.
Además el recinto deportivo es sede de:
- Campeonatos Intercolegiales de fútbol.
- Entrenamientos disciplinas fútbol y atletismo

En el estadio se han realizado varios eventos realizados por el municipio y que contaron con la participación de toda la población.

## Mejoras
En el año 2011 se decide realizar algunas mejoras al estadio para comodidad de los aficionados, esto se realizó por pedido de los equipos de AFNA: Sociedad Deportiva Aucas y Cuniburo Fútbol Club, que por ese entonces habían clasificado al hexagonal nacional. Las mejoras consistieron en mejorar las baterías sanitarias, así como las respectivas mejoras en los camerinos local, visitante y árbitros; en la cancha se remmovieron objetos que no permitían el normal desarrollo del espectáculo, se realizaron pequeñas correcciones a la medida del terreno de juego y la altura de los arcos. Con esta mejora el estadio quedó listo para ser utilizado en Campeonatos de Segunda Categoría profesional.